# Blue October

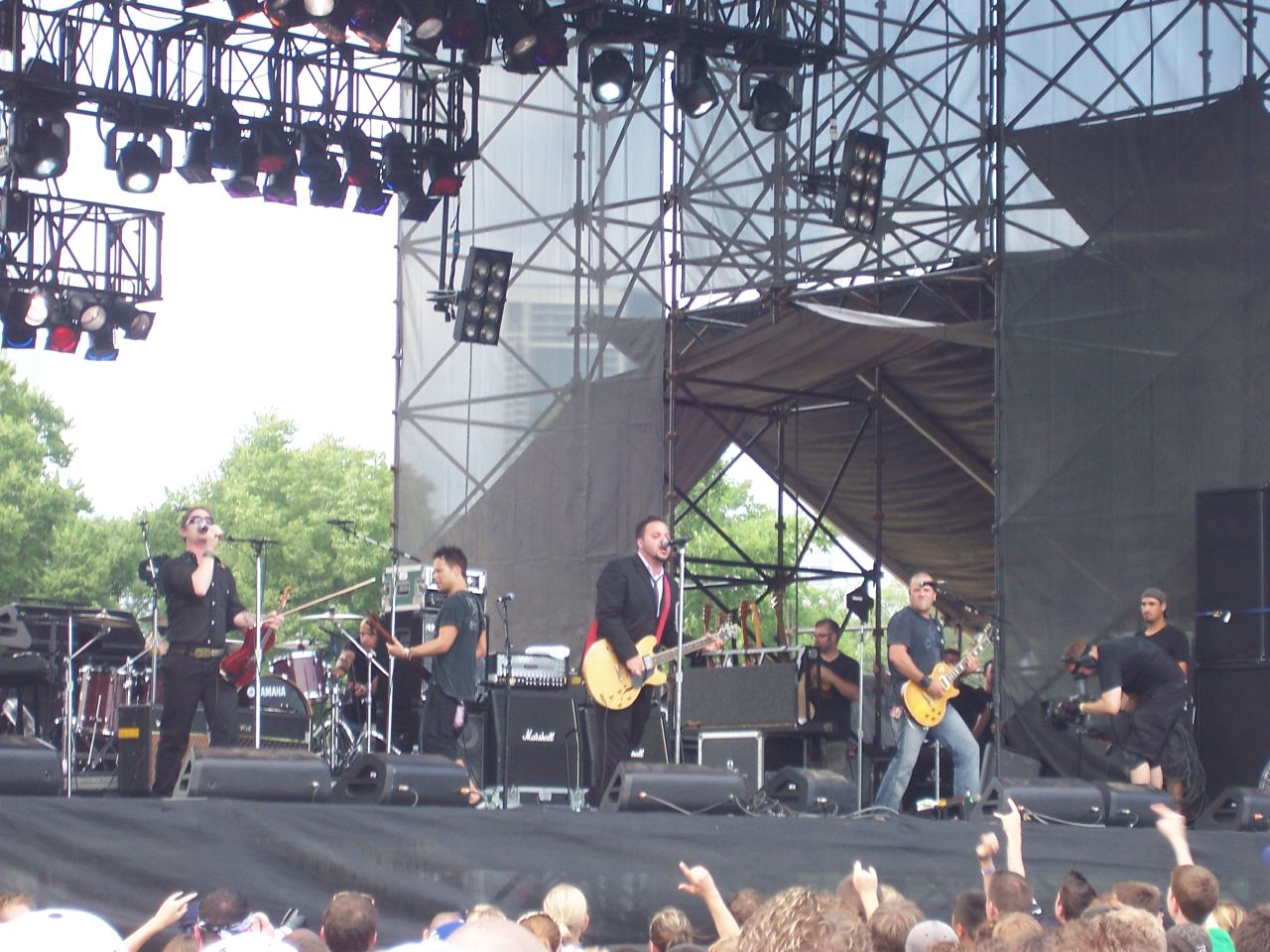
Blue October à Lollapalooza 2007.

Blue October est un groupe américain de piano rock et de rock alternatif originaire de Houston au Texas.  Formé en 1996, ses membres sont fin 2006 Justin Furstenfeld (chant), Jeremy Furstenfeld (batterie et percussions), Ryan Delahoussaye (violon, viole, mandoline, clavier, chants), C.B. Hudson (guitare), et Matt Noveskey (guitare basse).

## Historique

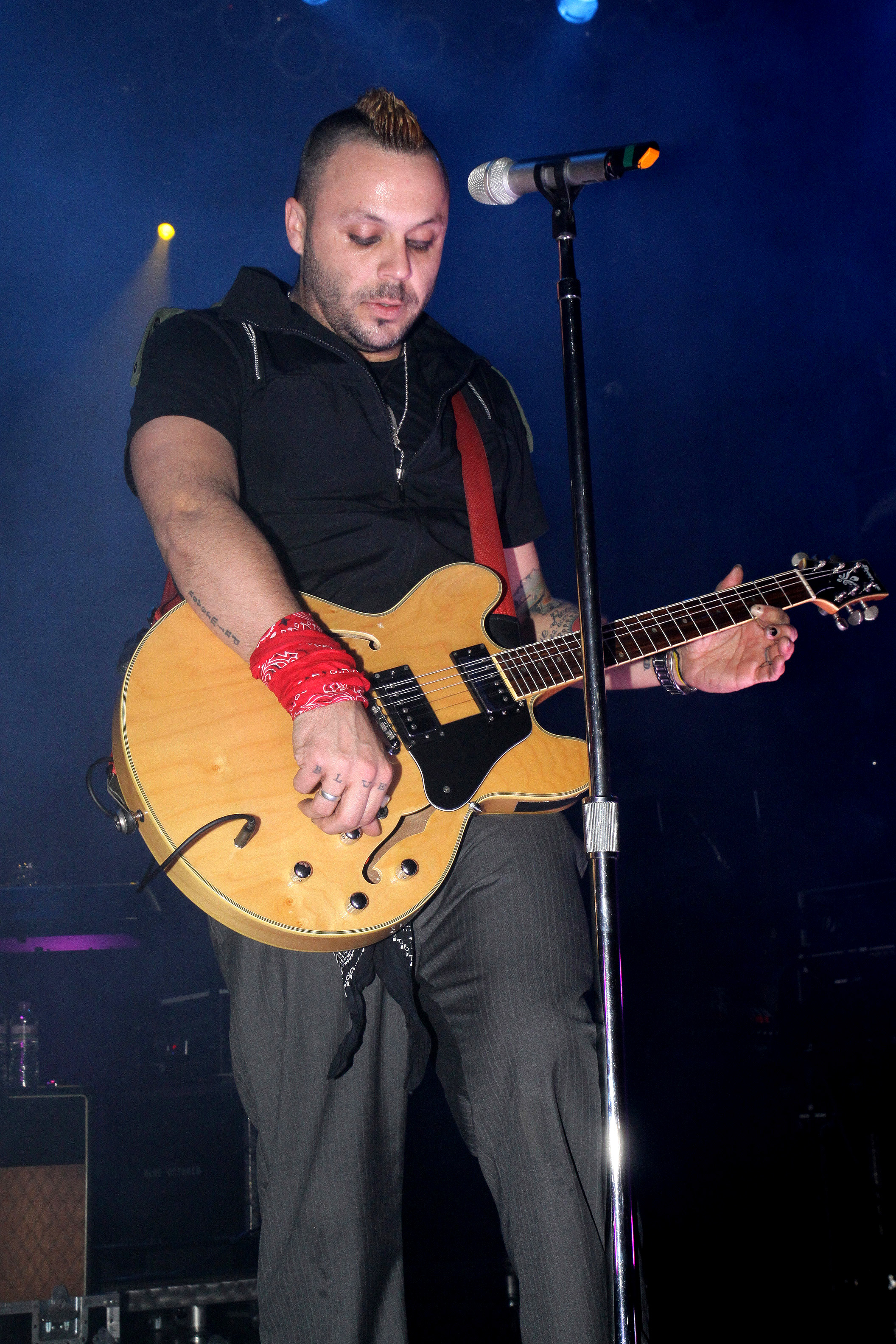
Justin Furstenfeld avec Blue October sur scène en 2010.

En 1998, leur premier album, The Answers, fut publié par la maison de disques familiale "RoDan Entertainment".  Le succès local de cet album fut remarqué par Universal, qui publia leur second album, Consent to Treatment, en 1999.  En 2002, l'album History for sale fut publiée par Brando Records, puis grâce à son succès, repris par Universal, qui les avait pourtant délaissé après Consent to Treatment.  L'extrait Calling you augmenta leur popularité en figurant notamment sur la trame sonore du film Folies de graduation 3: Le mariage (American Pie 3: Marions-les en France; titre original: American Wedding).
En 2006, la parution de l'album Foiled leur apporte leurs plus grands succès. L'extrait Hate me atteint la seconde position du palmarès Modern rock tracks du magazine Billboard, puis le second extrait, Into the ocean, y atteint la vingtième position.
Sortie en mars 2009 de l'album Approaching Normal, produit par Steve Lillywhite.
En juin 2010, le groupe annonce avoir débuté la pré-production de leur album studio suivant (Any Man in America), qui sera produit par Tim Palmer.
Le groupe a également prévu quelques concerts acoustiques qui seront enregistrés dans le but de sortir un cd/dvd de leurs performances lives.[Quand ?]
En octobre 2012, Justin Furstenfeld a pratiquement terminé d'écrire les nouvelles chansons pour le 7e album du groupe. Le début de l'enregistrement en studio est prévu pour la fin (2012). L'album sera produit par David Castell, qui avait déjà produit les albums "Foiled" (2007) et "History For Sale" (2003). La sortie de cet album est prévue pour l'été 2013.

## Discographie

### Albums Studio
- 1998 - The Answers
- 2000 - Consent to Treatment
- 2003 - History for Sale
- 2006 - Foiled
- 2009 - Approaching Normal
- 2011 - Any Man in America
- 2013 - Sway
- 2016 - Home
- 2018 - I hope you're happy
- 2020 - This Is What I Live For
- 2022 - Spinning the Truth Around (Part I)
- 2023 - Spinning the Truth Around (Part 2)
- 2024 - Happy Birthday

### Albums Lives
- 2004 - Argue with a Tree
- 2007 - Foiled for the Last Time
- 2011 - Ugly Side: An Acoustic Evening With Blue October
- 2015 - Things We Do At Night (Live from Texas)
- 2019 - Live From Manchester

## Chronologie des membres
Voici l’évolution des membres du groupe Blue October depuis sa formation en 1995 :